# Lakehurst
Lakehurst è un comune degli Stati Uniti d'America, nella contea di Ocean, nello Stato del New Jersey. Nel borough di Lakehurst ha sede una base aeronavale della Marina militare americana.
Il perimetro comunale è tutto contenuto all'interno del territorio del comune di Manchester. Nel periodo tra le due guerre mondiali fu il principale centro americano di ricerca, sviluppo e costruzione di dirigibili.
I primi voli di linea transoceanici di dirigibili arrivavano qui, e da qui ebbe inizio, nel 1929, il primo - e finora unico- giro del mondo compiuto da un dirigibile, l'aeronave tedesca LZ 127 Graf Zeppelin.
Lakehurst è famosa perché qui vicino ebbe luogo, il 6 maggio 1937, l'incidente in cui, in fase di atterraggio, andò distrutto il dirigibile tedesco LZ 129 Hindenburg. Il disastro infatti avvenne nella Lakehurst Naval Air Station, una base militare che formalmente si trova nel territorio del vicino comune di Manchester Township.